# ドリーム・プレス社
『ドリーム・プレス社』（ドリーム・プレスしゃ）は、2006年5月10日から2009年3月20日までTBSで放送されていたバラエティ番組。愛称は『ドリプレ』。
2005年4月から9月にかけて『水曜特番』内で放送された『ザ・ドリームプレッシャー』を中心にレギュラー化したもので、当初の放送時間は毎週水曜20:00 - 20:54（JST）であったが、2006年10月より毎週金曜20:00 - 20:54（JST）に変更された。
放送音声は原則モノラル放送（モノステレオ放送）であったが、一部企画はステレオ放送で放送された。なお、地上デジタル放送向けのハイビジョン制作は行われていなかった。

## 概要
社長の黒柳徹子のもと設立された架空の少数精鋭の外資系企業を舞台に会社の業績アップを目指す為のプロジェクトとして、夢をテーマにかかげた番組。『ザ・ドリームプレッシャー』時代の看板コーナーだった「クイズ!ドリームプレッシャー」のみならず、安住紳一郎（2008年10月24日からは駒田健吾）のキャスター修行や、1978年から1989年に放送されていた音楽番組『ザ・ベストテン』の復刻版『復活!ザ・ベストテン!』などの企画も行われた。
19:54 - 20:00までは「もうすぐドリーム・プレス社」というミニ番組が放送されていた。
2008年10月に番組メインの安住紳一郎が『情報7days ニュースキャスター』を担当するために降板。以後は駒田健吾に引き継がれ、2009年3月20日放送分の3時間スペシャル「ドリーム・プレス社 春の祭典 D<ダイエット>-1グランプリFINAL」をもって本番組は終了した。
後番組には当番組が火曜日に放送されていた時代の前座番組『ぴったんこカン・カン』が移動。安住が半年ぶりに当枠に復帰した。

## 出演者

### レギュラー
- 代表取締役社長：黒柳徹子
- 部長：大竹まこと（2006年5月17日放送分より）
- アルバイト
  - 安住紳一郎（TBSアナウンサー、2008年10月17日放送分まで） - 番組開始からアルバイトという形で番組に携わってきた安住であるが、表向きは「当初の目標だった報道番組のキャスターになったことを理由に降板」となっているものの、自身がパーソナリティを務めるTBSラジオの番組『安住紳一郎の日曜天国』2008年10月5日放送分では、『情報7days ニュースキャスター』の担当により、安住の番組の担当が労働基準法の取り決めに違反したことに伴い、2008年10月17日放送分を最後に本番組を降板したことを明らかにした。
  - 石原良純（2007年1月26日放送分より） - 安住のライバル。
  - 駒田健吾（TBSアナウンサー、2008年10月24日放送分より）

### その他
- 受付嬢：ソニン（2006年7月5日放送分より、諸事情から途中で降板）
- 広報→広報兼受付嬢：安めぐみ（2006年8月9日放送分より）
- 最高名誉顧問：森光子（2007年12月14日放送分より、黒柳のスカウトにより就任）
- ビューティー事業部：友近（2008年より、それ以外にもクラブのママ役など設定が異なることもある）

## 主な企画
下記のもの以外にも、様々な企画が不定期で放送される（9月6日に予定していた「安住アナの決死リポート第1弾」は10月20日の2時間スペシャルにて放送された）。

### クイズ!ドリーム・プレッシャー
芸能人1 - 2人が1組となって挑戦。最初に出題される問題に関連した都道府県とジャンルを発表した後、解答者である「脳みそナイン」（芸能人9名（ペア含む））から正解しそうな人を1人指名。「脳みそナイン」は指名の可否に関わらず全員クイズに解答する。
各問題、予め街頭アンケートの結果に応じた賞金が設定されており（10万円単位で10 - 100万円）、正解しなさそうと思われている解答者ほど高額に設定されている。指名した解答者がクイズに正解すれば、設定された賞金を解答者と挑戦者で折半して獲得となるが、逆に指名した解答者が不正解の場合、挑戦者及び解答者は獲得した賞金が全て没収されてゲーム終了となる。ただし、解答者全員が不正解だった場合は「指名できる人がいなかった」ということでその問題の出題自体が無効（ノーカウント）となり、別の問題でやり直す。なお、クイズ出題後でも1st.ステージは6問中2回まで、2nd.ステージは3問中1回までそれぞれ解答者を変えることは出来る。
1st.ステージ6問をクリアした時点で、降りて賞金を持ち帰るか2nd.ステージ3問に進むかを選択する。2ndステージでは設定金額が倍になるが、勿論間違えたら、1st.ステージで獲得した賞金も含めて全額没収されてゲーム終了となる。
当初コーナーの中心になる予定だったが、企画傾向の変遷に伴い現在ではスペシャルのみの放送となっている。最近はクイズと料理修行（下記参照）を交互に放送している。

### 日本人が愛したテレビ偉人伝
『知ってるつもり?!』（日本テレビ系）や『驚きももの木20世紀』（ABCテレビ・テレビ朝日系）に近いコンセプトを持った企画で、テレビ界を中心に活躍し、すでに他界した芸能人の生涯にスポットを当てる。放送時間が変更されたのに伴い廃止となった。
- 第1回：歌手・坂本九（2006年6月7日放送）
- 第2回：フリーアナウンサー・逸見政孝（前後編、2006年7月19日前編・7月26日後編を放送）

### 復活! ザ・ベストテン!
この企画のみステレオ放送、生放送（字幕ではない）を実施。1回目は2006年7月12日に放送、1978年7月13日放送分のベストテンだった。
翌々週の2006年7月26日放送分では「ザ・ベストテン特別企画」を放送。「ザ・ベストテン」の常連歌手だった本田美奈子.の生涯にスポットを当てた（この企画はモノラル放送だった）。放送時間変更後は『MUSIC STATION』が放送休止になった2006年12月15日にのみ放送された。

### 安住・大竹の接待（スカウト）企画
「美しくなる接点」では、大竹・良純が美女候補をスカウト。たまには、失敗もある。

### 出張!お料理虎の穴（アナ）
安住が料理研究家の結城貢の指導を受けて料理の修行をするコーナー。最初は、商店街で買い物をする所から始まるのだが、寄り道をするため買い物だけで時間がかかってしまうことが多い。
全ての材料を揃えたら商店街に設置してあるキッチンで料理を開始し。その後安住がスタジオで料理を披露する。しかし最初は上手く行くものの、黒柳と大竹が手伝おうと手を出し大抵足を引っ張ってしまう為（特に黒柳）、失敗することもしばしばである。

### 芸能人のお店 オーナーへの道
安住が芸能人と共に芸能人が経営する飲食店を訪問し、経営のノウハウを学ぶ企画。

### ビューティー事業部（D-1グランプリ）
やせたい女芸人達が様々なダイエットを実践する。この企画の派生として、レコードダイエット中の村上（森三中）がヘルシーでカロリー控えめの料理を披露する「村上知子のカロリーオフレシピ」も放送された。

## スタッフ
- 構成：鈴木おさむ、北本かつら、佐藤雄介、若尾守重、海老根豊、矢野了平、小林正和・野村正浩、播田ナオミ、高橋秀一、清隼一郎
- CG：TEA、マックレイ、ヴォクセル
- ナレーター：中村正（メイン。他には安住と大竹部長の接待や芸能人のお店訪問など）、渡辺篤史（テレビ偉人伝や決死リポートなど）、永井一郎（お料理虎の穴などの結城先生関連の企画）、掛川裕彦（ビューティー事業部）
- TM：平木美和（以前はTP）
- TD：阿部智昭
- VE：渥美徹也、笠原宗一郎
- カメラ：斉藤美由紀
- 照明：鹿島雄司
- 音声：龍田幸久
- TK：長谷川道子
- 音響効果：溝口博子、阿部宰、伊藤誠
- 編集：栗原康幸、宮原明男
- MA：的池将
- 美術プロデューサー：渡邊秀和
- 美術デザイナー：山口智広
- 美術制作：川崎光紘
- 装置：相良ひさお
- メカシステム：庄子泰広
- 電飾：真鍋明、入江智喜
- 特殊装置：勝大輔
- 装飾：深山健太郎
- 衣装：軽石真央、遠藤恵理子
- 持道具：貞中照美
- メイク：アートメイク・トキ
- 番組宣伝：小林久幸
- 技術協力：東通
- 制作協力：ファルコン、ボトム、ゴッズダイナミックワールド、ボックス・タートル、オムニバス・ジャパン
- 監修：山田修爾（番組本体、『復活! ザ・ベストテン!』プロデューサーを担当時はノンクレジット。）
- ディレクター：藤原麻知、むたゆうじ、藤村卓也、渡辺達朗、福田雅之、金島豊、青木良憲、村上稔、新居稚也、塚本洋史、原田薫、髙宮望、松澤なおみ、松本哲也、遠藤玲王
- AP：西沢雅文、長内信博、大山小百合、谷田貝義行、原田康弘
- チーフディレクター：清水徹郎（以前はディレクター）
- プロデューサー：山田修爾（※「ザ・ベストテン特別企画」を除く。）、帯純也、谷澤美和、壁谷政彦
- チーフプロデューサー：小谷和彦（2008年5月30日 - ）
- 総合演出プロデューサー：朝岡慶太郎（以前はチーフディレクター→総合演出）
- 制作：TBSテレビ
- 製作著作：TBS

### 過去のスタッフ
- 構成：田口義平、小笠原みさき・樋口卓治、谷岡千江里
- ナレーター：真地勇志（クイズ!ドリームプレッシャー問題出題）、平野義和、原亜弥、浅草キッド（「クイズ!ドリームプレッシャー」でのパペットの声優として出演）
- TM：河野志朗
- VE：對間敏文
- 音声：平井郁雄
- 音響効果：藤代広太
- 監修：道蔦岳史（クイズ）
- ディレクター：吉橋隆雄
- プロデューサー：阿部龍二郎

## 番組ロゴ
- 番組のロゴマークは、TBS（当時「東京放送」）が1961年8月から1991年9月29日まで約30年使用していた、電波のアンテナをモチーフにした筆記体"TBS"のシンボルマーク（初代、）を使用している[1]（制作・製作著作クレジットは当時のローマン体ロゴ ）。そのロゴが番組タイトルに使用されるのは『テレポートTBS6』（関東ローカル）以来にもなる。また、番組放送中に左上に常時表示される番組ロゴは、2007年頃まではTBSマーク下部のロゴがアルファベット表記の「DREAM PRESS COMPANY」であったが、2008年頃から「ドリーム・プレス社」に変更されている（当番組の番宣も同様。タイトルコールなど他の部分はアルファベットのロゴのまま）。このほか、番組のエンディングで流れるスタッフロールは「JNNフラッシュニュース」を挟んだ直後の21時台に放送された『金スマ』と同じものが使用されていた。

## 備考
- 2012年11月18日放送の『追悼特別番組 ありがとう、森光子さん』にて、森がロケ企画に出演した回が一部放送された。